# Cristina Romera Castillo
Cristina Romera Castillo (Jaén, 1982) és una oceanògrafa andalusa i investigadora de l'Institut de Ciències del Mar del Consell Superior d'Investigacions Científiques (CSIC). La seva recerca se centra en l'estudi de la matèria orgànica dissolta en l'oceà, principalment a causa dels plàstics, i com afecta al cicle de carboni i als microorganismes. Va estudiar Química a la Universitat de Jaén, i, va treballar amb la Rosenstiel School of Marine and Atmospheric Science (RSMAS) de la Universitat de Miami i després de doctorar-se, va treballar a la Universitat de Viena i a la Universitat Internacional de Florida. Igualment,. Després d'aquesta etapa va fer un altre post-doctorat a l'Institut de Ciències del Mar.
Al llarg de la seva carrera ha rebut diversos premis i reconeixements, com ara: el premi Young Investigator Award 2017, el premi For Women in Science 2019 de L'Oreal-UNESCO, el premi Lindeman Award el ASLO 2020, i el premi International Rising Talents 2020 de L'Oreal-UNESCO.

## Publicacions destacades
- Romera-Castillo, C., Pinto, M., Langer, TM et al, Dissolved organic carbon leaching from plastics stimulates microbial activity in the ocean, Nature Communications 9, 1430 (2018)
- Romera-Castillo, C., Pinto, M., Langer, T.M., Álvarez-Salgado, X.A., Herndl, G.J., organic carbon leaching from plastics stimulates microbial activity in the ocean, Nature Communications 9, 1430 (2018)
- Catalá, T., Reche, I., Fuentes-Lema, A. et al, Turnover time of fluorescent dissolved organic matter in the dark global ocean, Nature Communications 6, 5986 (2015).
- Romera-Castillo, C., Sarmento, H., Álvarez-Salgado, X.A., Gasol, J.M., Marrasé, C., production and consumption of fluorescent coloured dissolved organic matter by natural bacterial assemblages growing on marine phytoplankton exudates, Applied and Environmental Microbiology, 2011, 77, p.7490-7498.
- Romera-Castillo, C., Sarmento, H., Álvarez-Salgado, X.A., Gasol, J.M., Marrasé, C. Production of chromophoric dissolved organic matter by marine phytoplankton, Limnology and Oceanography, 2010, 55:1, p.446-454.